# Bouquet (EP)
Bouquet è l'EP di debutto del duo The Chainsmokers. È stato pubblicato il 23 ottobre 2015 dalla Disruptor e dalla Columbia Records.

## Tracce
1. Roses (feat. Rozes) – 3:46
2. New York City – 3:50
3. Until You Were Gone (feat. Tritonal e Emily Warren) – 3:37
4. Waterbed (feat. Waterbed) – 3:29
5. Good Intentions (feat. BullySongs) – 3:28

## Classifiche

### Classifiche settimanali
| Classifiche (2015-16) | Posizione massima |
| --------------------- | ----------------- |
| Canada                | 18                |
| Stati Uniti           | 31                |

### Classifiche di fine anno
| Classifica (2016) | Posizione |
| ----------------- | --------- |
| Stati Uniti       | 75        |